# イスマーイール2世
イスマーイール2世（Ismail II, ペルシア語: شاه اسماعیل دوم, 
1537年5月31日 - 1577年11月24日）は、サファヴィー朝の第3代シャー（在位：1576年8月22日 - 1577年11月24日）。第2代君主タフマースブ1世とスルターナ・ベーグムの次男でムハンマド・ホダーバンデの弟。生年は1533年、1534年ともされる。

## 生涯
オスマン帝国の戦争に従軍していたが、父の勘気を被り20年程幽閉されていた。父の晩年に王朝では後継者を巡って争いが起きていて、1576年5月に父が死去すると派閥抗争は頂点に達し、生母がグルジア人である異母弟ハイダルとトルコ系のイスマーイールが各クズルバシュに擁立された。しかし異母妹のパーリー・ハーン・ハーヌムが首都ガズヴィーンの王宮を占拠してハイダルを処刑、イスマーイールは釈放されシャーに即位した。
ところが即位するとハーヌムを政権から排除、兄弟を始め有力な王族の男子を次々と粛清したり、ハイダルに就いたクズルバシュなど重臣を殺戮したりして周囲の支持を失った。即位から1年後の1577年11月24日に40歳で急死したが、ハーヌムによる毒殺、アヘンの飲み過ぎ、持病悪化など諸説あり真相は不明。兄のムハンマド・ホダーバンデ（盲目だったため後継者候補から外され、イスマーイール2世も見逃したとされる）が次のシャーに擁立された。